# Iglesia católica en Suiza

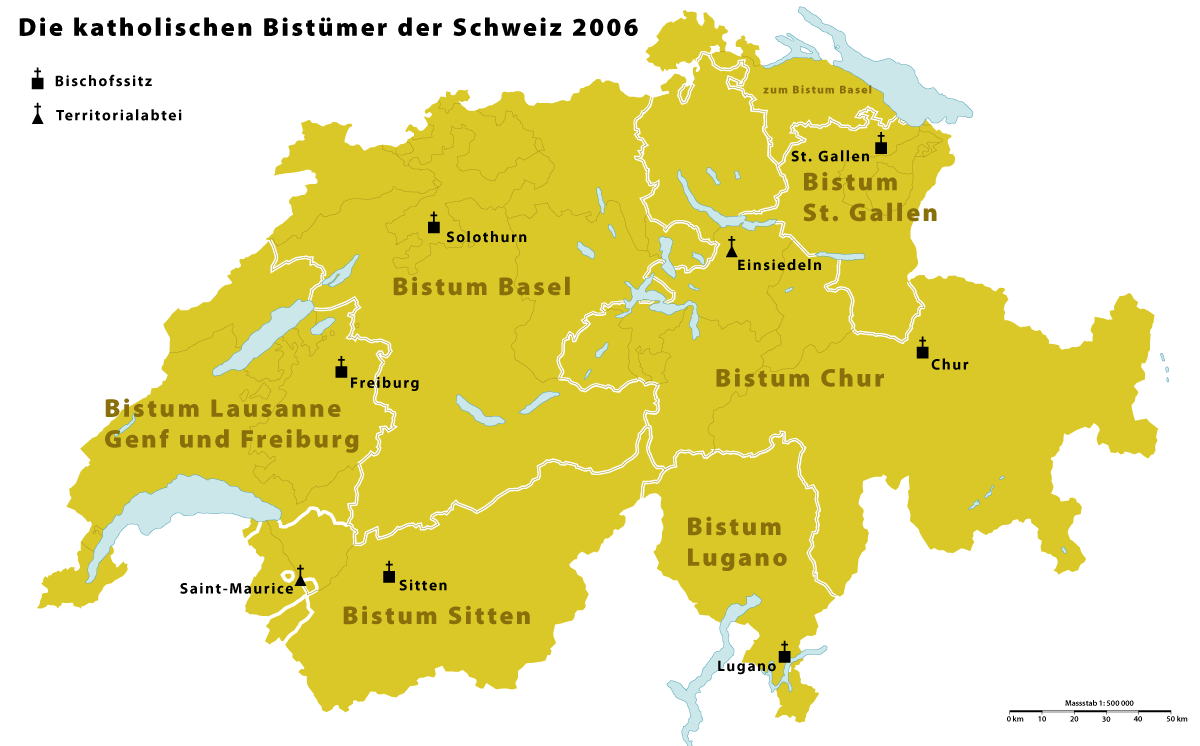
Las diferentes diócesis de Suiza.

La Iglesia católica cuenta en Suiza con alrededor de 4,7 millones de católicos, lo que supone un 55% de la población.
El patrono de Suiza es San Nicolás de Flüe, también conocido como el Hermano Klaus En la Dieta de Stans del 1478 evitó la guerra civil, consiguiendo el milagro de la reconciliación. Su obra política no fue sólo coyuntural, sino que hizo técnicamente posible la realidad de la patria común suiza. Desde el siglo XVI tanto los protestantes como los católicos requieren su patronazgo; unos por sus recomendaciones de mantenerse dentro de las fronteras, por los razonamientos que les ayudan a lo mezclarse en políticas extranjeras y por la cuasi prohibición de mostrar interés por la política europea; los otros, por ser un gran político que saca su genio de la condición de santo y fiel.
El país está dividido en seis diócesis, las cuales tienen la particularidad de no estar congregadas en una provincia eclesiástica, sino estar sujetas directamente a la Santa Sede:
- Diócesis de Basilea, con sede en Soleura
- Diócesis de Coira,
- Diócesis de Lausana, Ginebra y Friburgo, con sede en Friburgo
- Diócesis de Lugano
- Diócesis de San Galo
- Diócesis de Sion

Además en Suiza hay dos abadías territoriales: 
- Abadía de Einsiedeln
- Abadía de San Mauricio

## Historia

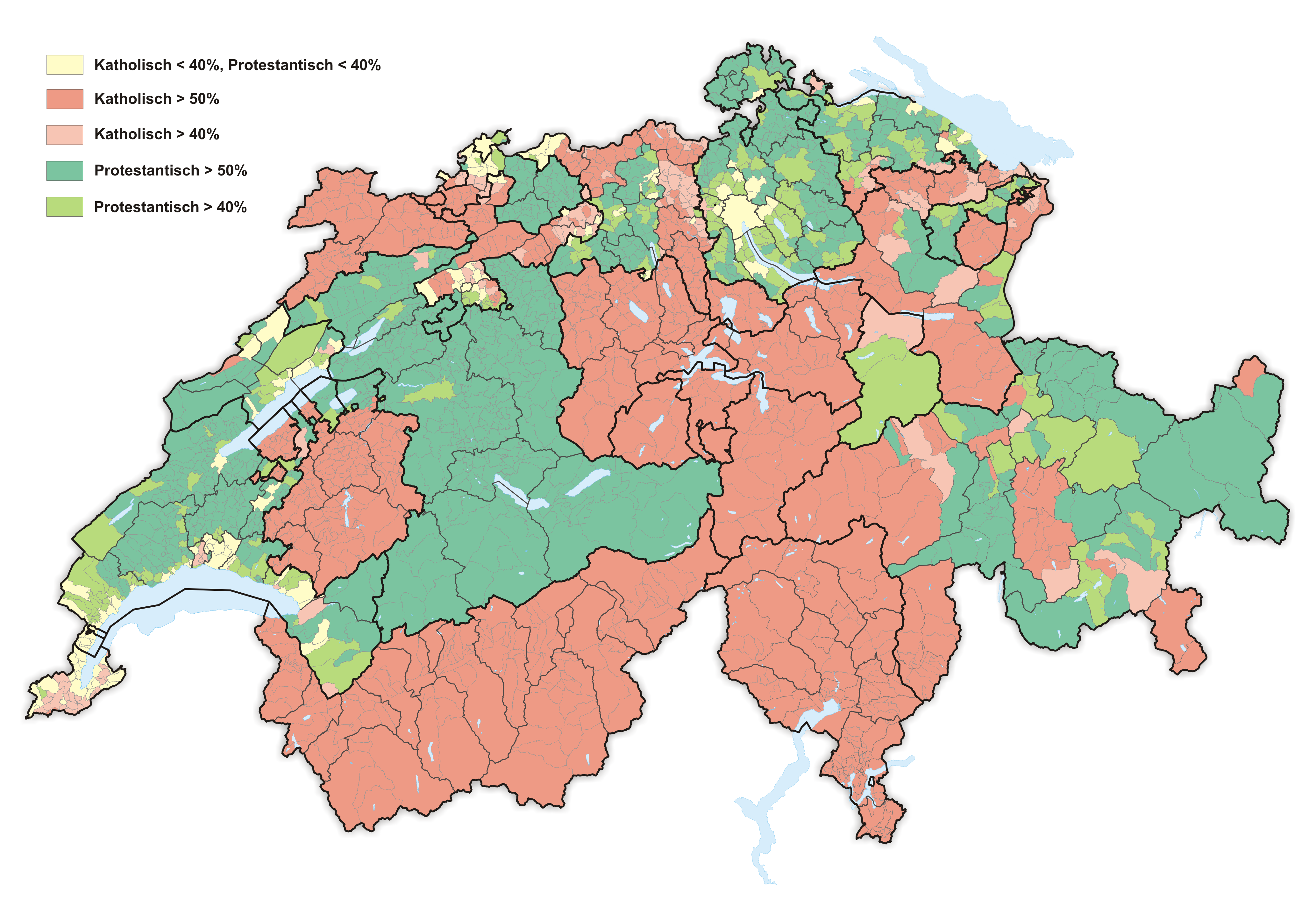
Repartición por religión en 2015, el catolicismo en rojo y rosado.

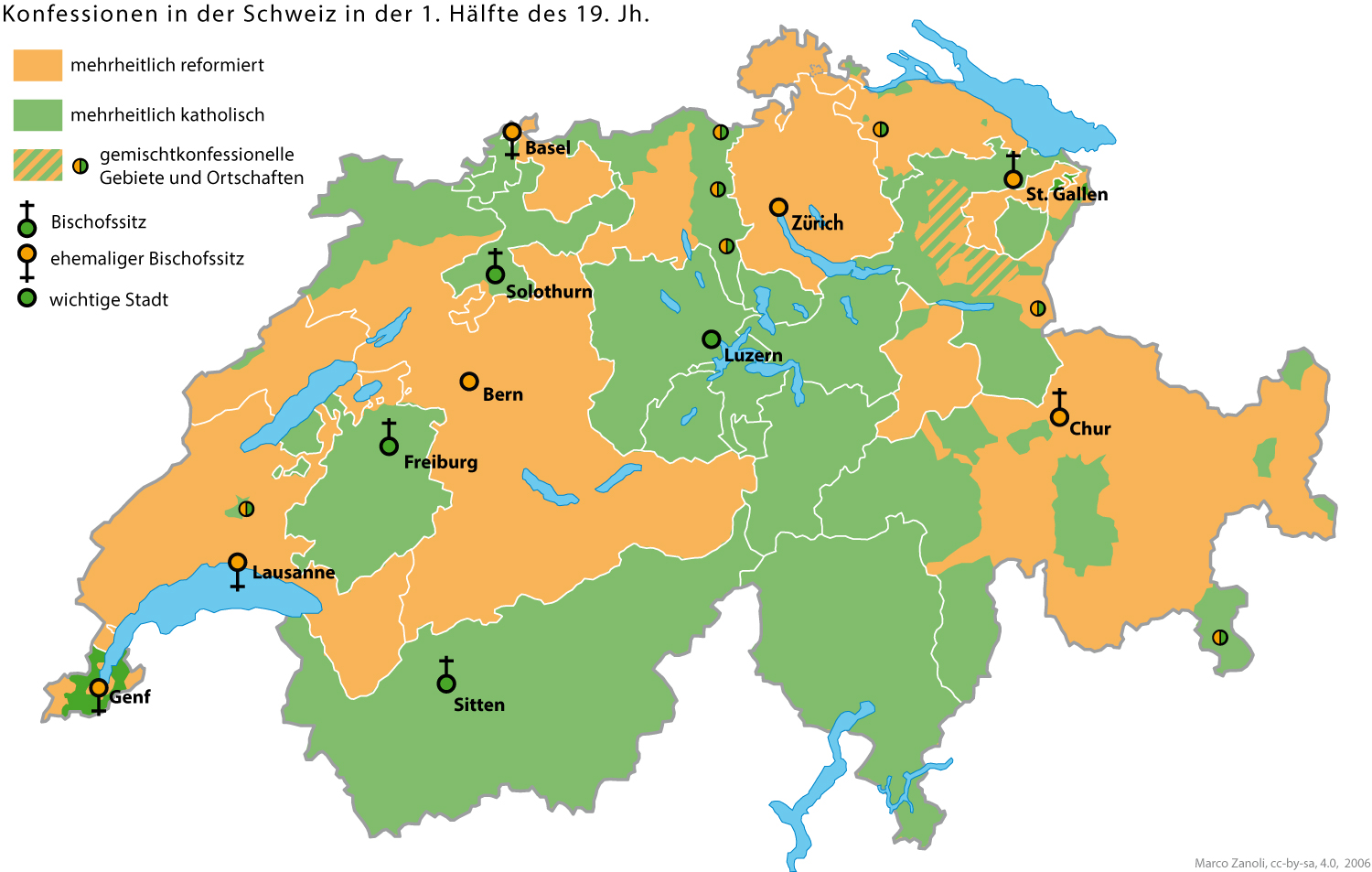
Las regiones cristianas tradicionales en 1800, representadas en verde.

La presencia de sedes episcopales en territorio suizo viene desde finales del siglo IV. El primer obispo conocido en alguna región de Suiza es Justinianus Rauricorum, obispo de Augusta Raurica, actualmente Kaiseraugst, quien participó en los concilios de Sardica (343) y de Colonia (346).
La diócesis de Octodure, actualmente Martigny, fue fundada en 381 y es considerada como la primera diócesis suiza. En 524 su sede fue transferida a Sion, que es todavía la sede de la diócesis.
En el año 400 se funda la de Basilea, en 441 la de Ginebra y en 451 la de Coira. La de Lausana se creó en el siglo VI.
Las diócesis de la región occidental pertenecieron en el Medioevo a tres archidiócesis: Las diócesis de Basilea y Lausana pertenecían a la archidiócesis de Besanzón, y Sion a la de Tarantasia, mientras que Ginebra estaba sometida a la de Vienne. En gran parte de la región germanófona, fue la diócesis de Constanza que dominó la región hasta 1815. La Reforma protestante revoluciona el orden jurisdiccional de la Confederación. La diócesis de Basilea fue transferida a Porrentruy en 1528 y la de Ginebra a Annecy en 1568, mientras que la de Lausana pasó a Friburgo en 1615.
A principios del siglo XIX, con la definición de las nuevas fronteras, caen las antiguas jurisdicciones eclesiásticas y son creadas nuevas diócesis. En la parte francesa es formada luego de varias transformaciones la Diócesis de Lausana, Ginebra y Friburgo, con sede en Friburgo. En la parte alemana, todos los territorios que pertenecían a la diócesis de Constanza deben ser integrados en una nueva diócesis suiza.
Entre 1823 de 1836 se forma la diócesis de Coira-San Galo, aunque en 1847 ésta fue escindida en dos diócesis distintas. En 1819 los cantones de Uri, Unterwalden, Glaris y Zúrich son integrados a la diócesis de Coira, en 1824 también el de Schwyz. En 1828 es reconstruida la diócesis de Basilea, cuya sede se fija en Soleura. A esta diócesis pasan los cantones de Soleura, Zug, Lucerna y la parte católica de Berna. En 1829 su jurisdicción se extiende a los cantones de Basilea-Ciudad, Basilea-Campiña y Schaffhausen. En el Valais el obispo pierde su poder temporalmente, aunque la diócesis no experimenta ninguna modificación. 
En cuanto al cantón del Tesino, la diócesis fue creada tan sólo en 1971, pues anteriormente estaba sujeta a la archidiócesis de Milán. Actualmente hay tres Cardenales suizos: Henri Schwery (quien participó en el cónclave para la elección de Benedicto XVI), Gilberto Agustoni y Georges Cottier.